# Foniohirse
Die Foniohirse (Digitaria exilis), auch Hungerreis, Hungerhirse oder Acha genannt, ist eine Getreideart aus der Gattung der Fingerhirsen (Digitaria) in der Familie der Süßgräser (Poaceae), von der es zahlreiche Landsorten gibt. Zur gleichen Gattung gehört das auch als „Schwarzer Fonio“ bezeichnete Iburu (Digitaria iburua).

## Beschreibung
Die Foniohirse ist eine einjährige, aufrechte, krautige Pflanze, die Wuchshöhen von 35 bis 75 Zentimetern erreicht. Sie hat kurze Laubblätter. Die Fingerähren bestehen aus zwei bis fünf schmalen Teilähren, die bis zu 15 Zentimeter lang werden. Die Ährchen sind einblütig. Die Karyopsen sind mit ein bis 1,5 Millimeter sehr klein; die Farbe reicht von weiß über gelblich bis purpurn.
Fonio reift nach verschiedenen Angaben schneller als alle anderen Getreidearten. Manche Varietäten können bereits sechs bis acht Wochen nach der Aussaat geerntet werden. Andere reifen langsamer, üblicherweise in 165 bis 180 Tagen.

## Inhaltsstoffe
Die Körner enthalten durchschnittlich 6 % Wasser, 8,7 % Protein, 1,1 % Fett, 81 % Kohlenhydrate, 1,1 % Rohfaser und 2,1 % Asche. Die Proteine sollen besser verträglich sein als die anderer Hirsearten. Fonio ist reich an Methionin und Cystin, zwei für den Menschen essentielle Aminosäuren.

## Verbreitung und Standort

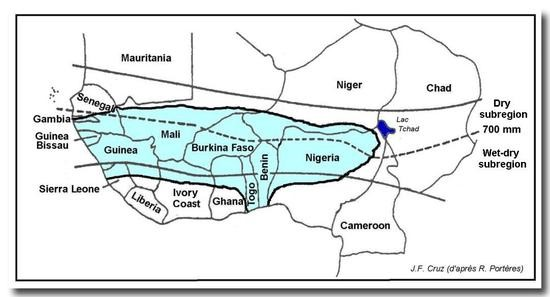
Anbaugebiet der Foniohirse in Afrika

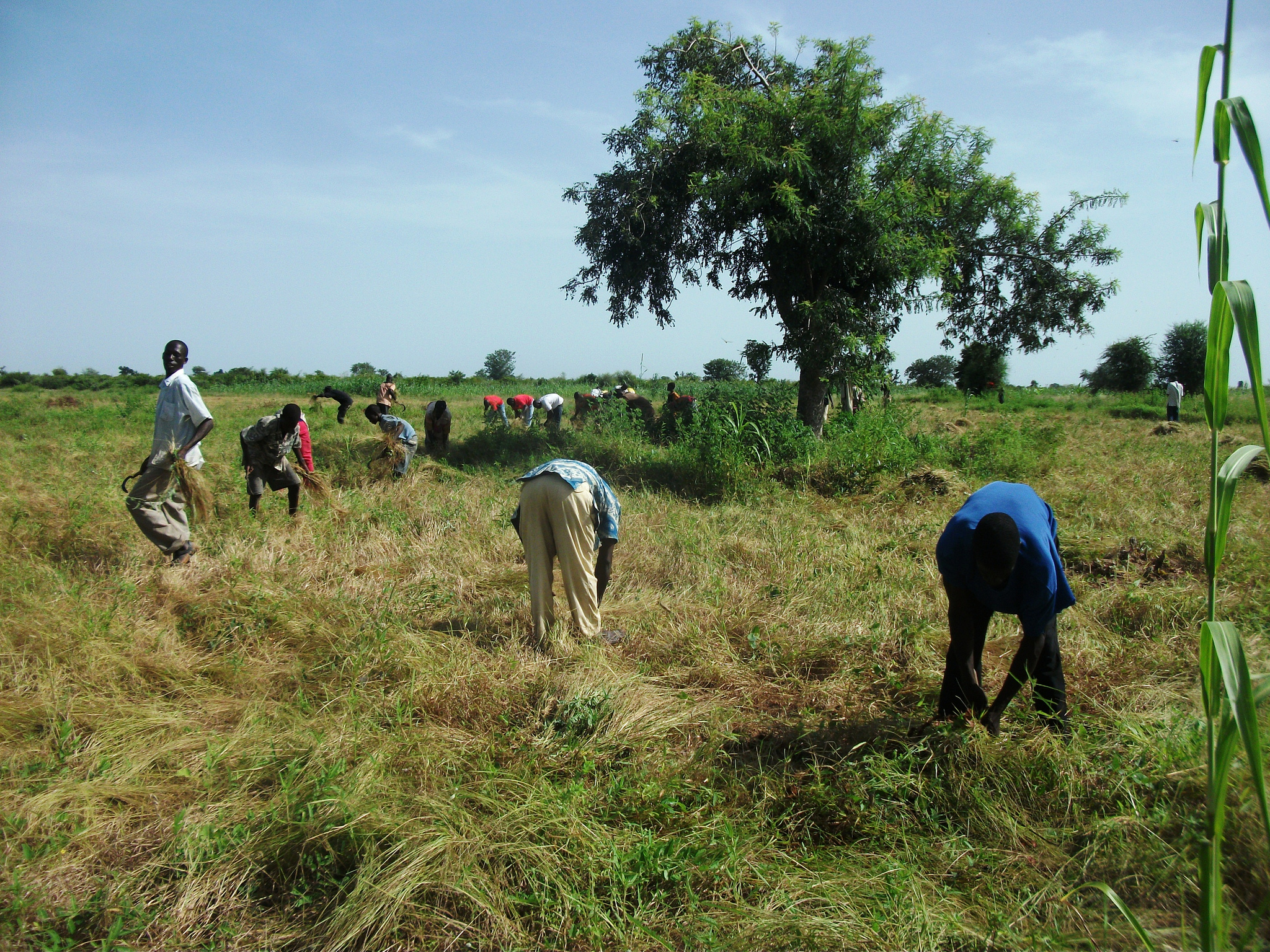
Ernte in Mali

Das Verbreitungsgebiet reicht vom tropischen Westafrika bis Kamerun.
In Afrika kann diese Art auch auf trockenen Savannen-Standorten angebaut werden und erträgt auch zeitweise Trockenheit. Gegen exzessive Trockenheit ist sie jedoch empfindlich. Hohe Regenmengen werden gut vertragen. Die Grenzen liegen bei rund 250 mm Jahresniederschlag bzw. bei 1500 mm. Die Hauptanbaugebiete verfügen über mehr als 400 mm Jahresniederschlag. Obwohl Fonio teilweise auf Meeresniveau angebaut wird, befinden sich die Hauptanbaugebiete in Höhenlagen über 600 Metern.
Die Foniohirse erträgt sehr arme Böden und gedeiht auch auf Standorten, wo kein anderes Getreide mehr wächst. Hauptsächlich wird sie auf armen, sandigen Böden angebaut, wächst aber auch auf felsigen Böden. Auch auf sauren Lehmböden mit hohem Aluminiumgehalt gedeiht Fonio im Gegensatz zu fast allen anderen Nutzpflanzen gut. Auf schweren Böden gedeihen die meisten Varietäten schlecht.
Bei Fonio soll es sich um eine der ältesten afrikanischen Getreidearten handeln. Über die Verbreitung der Wildform gibt es keine Angaben, es kann jedoch davon ausgegangen werden, dass diese in Westafrika liegt, wo die heutigen Landsorten auch angebaut werden.

## Wirtschaftliche Bedeutung
Weltweit wurden 2021 etwa 664.428 Tonnen Foniohirse geerntet. Sie wird fast ausschließlich auf dem afrikanischen Kontinent angebaut. Hauptproduzent ist Guinea.
| Erntemengen 2021 (in Tonnen) | Erntemengen 2021 (in Tonnen) |
| Land                         | Ernte                        |
| ---------------------------- | ---------------------------- |
| Guinea                       | 483.906                      |
| Nigeria                      | 86.609                       |
| Mali                         | 47.664                       |
| Elfenbeinküste               | 19.486                       |
| Burkina Faso                 | 11.191                       |
|                              |                              |

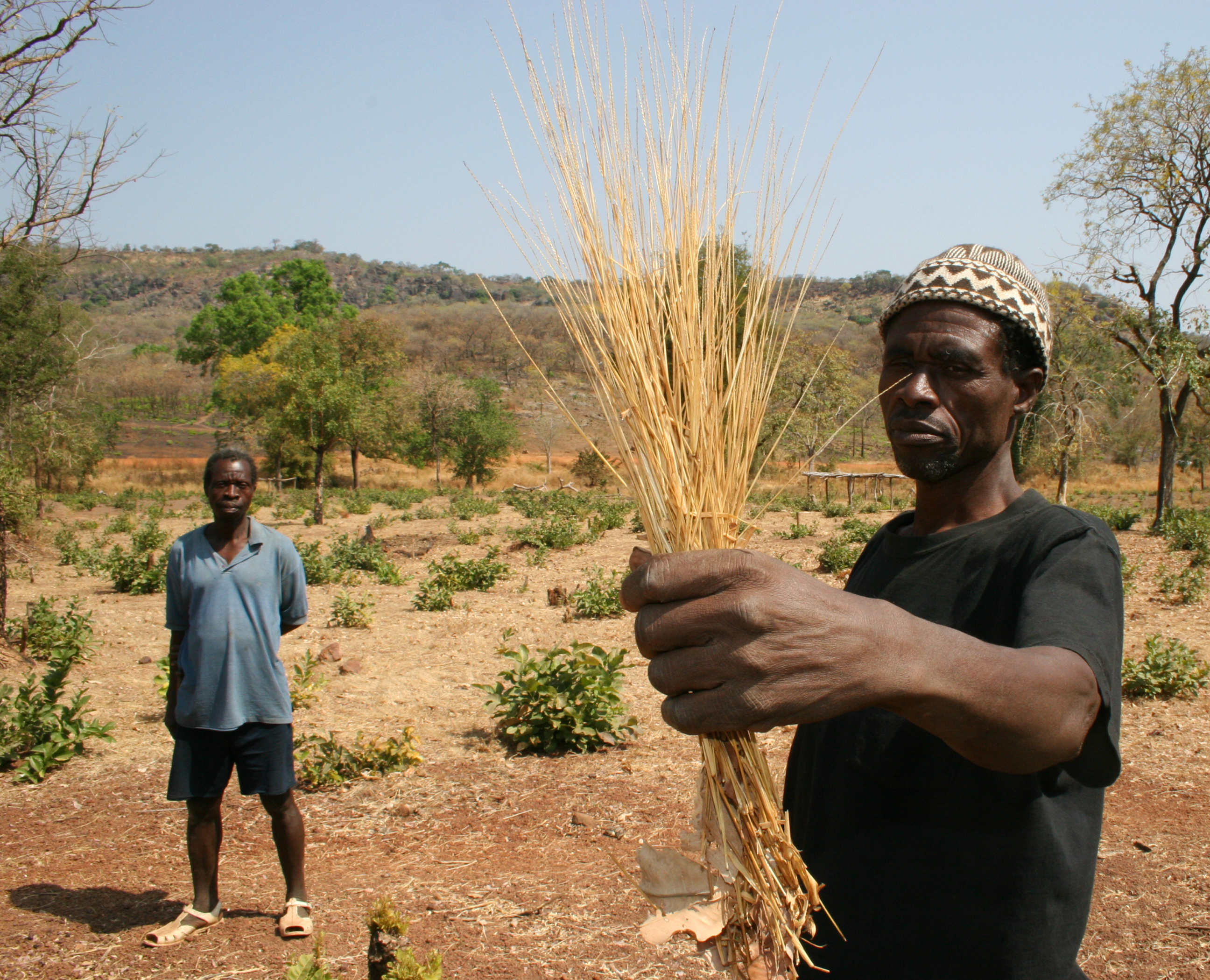
Ein Dorfvorsteher im südöstlichen Hochland Senegals zeigt eine Handvoll geernteter Ähren

Nennenswerten Anbau gibt es nur in Westafrika vom Tschadsee bis Kap Verde, Süd-Mali, im Westen von Burkina Faso, Ost-Senegal, im Norden von Guinea, in Nordost-Nigeria sowie im Süden des Niger, wo die Pflanze die Grundnahrung für eine Million Menschen liefert. Nach anderen Quellen soll Fonio die Grundnahrung für drei bis vier Millionen liefern. In manchen Regionen von Mali, Burkina Faso, Guinea und Nigeria ist Foniohirse die wichtigste oder eine der wichtigsten Getreidearten. Die Weiße Foniohirse hat ihr Hauptanbaugebiet in den Hochlandplateaus von Nigeria, wo sie „Acha“ genannt wird. Die zweite Fonio-Art, „Iburu“ oder „Schwarzer Fonio“, ist auf das Jos-Bauchi-Plateau in Nigeria und die nördlichen Regionen von Togo und Benin beschränkt.
Foniohirse wächst auch in Teilen der Dominikanischen Republik, wohin sie bereits um 1500 von Westafrika aus gebracht wurde und lange nur als Unkraut wuchs, in letzter Zeit aber auch wieder angebaut wird.
Die Anbaufläche in Westafrika erstreckt sich auf einer Größe von etwa 965.707 ha. Gute Erträge liegen meist bei 7–8 Dezitonnen pro Hektar, auf guten Böden bei 10 dt. In den Randgebieten liegen die Erträge unter 500 Kilogramm und sinken auf sehr armen Böden auf 150 bis 200 Kilogramm. Fonio gilt als das schmackhafteste Getreide Westafrikas. Die Bezeichnung „Hungerreis“ wurde von den britischen Kolonialherren geprägt, beschreibt aber nicht die Bedeutung dieses Getreides. Wegen des guten Geschmacks der Foniohirse wurde und wird sie in manchen Gebieten besonders von gehobenen Schichten (Stammeshäuptlingen) oder zu besonderen Anlässen gegessen und wird auch als „chief's food“ bezeichnet. Bei den Dogon, einem Volk in Mali, ist Fonio von großer Bedeutung im Ahnenkult. Ihrer Kosmogonie zufolge entstand das ganze Universum aus einem Foniosamen, dem für die Dogon kleinsten Objekt.

## Verwendung
Foniohirse wie auch Iburu werden gleichartig zu verschiedenen Lebensmitteln verarbeitet, darunter Brei und Couscous, aber auch zu Bier vergoren oder gemahlen und mit anderen Mehlen vermischt zur Herstellung von Brot genutzt. Die Hausa in Nigeria bereiten aus beiden Arten ein Kuskus, wusu wusu, zu. Die Lambas in Togo brauen aus der Weißen Foniohirse Bier (tchapalo). Im Senegal wird aus Foniohirse Babynahrung hergestellt; in Togo wird aus Fonio auch Popcorn gemacht. 
Fonio kann gut an Haustiere, an Wiederkäuer wie auch an Schweine und Geflügel, verfüttert werden. Stroh und Spreu dienen ebenfalls als Futter.
Das Stroh der Foniohirse wird außerdem als Brennstoff zum Kochen benutzt oder mit Lehm vermischt für den Hausbau verwendet.